# پودلشه (شهرستان لوباچوف)
پودلشه (به لهستانی:  Podlesie) یک روستا در لهستان است که در گمینا لوباچوو واقع شده‌است. پودلشه ۷۵ نفر جمعیت دارد.